# Атанас Запрянов
Атанас Димитров Запрянов е български политик и офицер, генерал-лейтенант от резерва, служебен министър на отбраната в първото и второто правителство на Димитър Главчев и министър на отбраната в правителството на Росен Желязков от 2025 г.

## Биография
Роден е на 16 април 1950 г. в село Драгойново, Първомайско. През 1969 г. завършва средно образование в Техникума по механотехника в Пловдив. През 1974 г. се дипломира като магистър-инженер с профил „Свързочни войски“ във Висшето народно военно училище „В. Левски“ – гр. Велико Търново и е отличен като първенец на випуска. През 1982 г. придобива магистърска степен по военно дело във Военната академия по свръзките „Будьони“, Ленинград, СССР, завършва с отлична диплома и златен медал.
Магистър е по стратегическо ръководство на въоръжените сили в Генерал-щабния факултет на Военната академия „Г. С. Раковски“ от 1995 г. На 19 август 1996 г. е назначен за началник на управление „Свръзки и електроника“ на ГЩ, считано от 1 септември 1996 г. На 1 септември 1997 г. е освободен от тази длъжност и е назначен за първи заместник-началник на управление „Комуникационни и информационни системи“ на ГЩ на БА.
В академичното си и офицерско развитие е преминал с пълно отличие курс за главен информационен мениджър и мениджър по защита на информационната инфраструктура през 2001 г. в Колежа по управление на информационните ресурси на Националния университет по отбраната, Вашингтон, САЩ, където е номиниран за випускник в Залата на славата на колежа. Атанас Запрянов също е преминал курс за офицери, работещи в НАТО, в Колежа на НАТО в Рим. Бил е командир на взвод, рота, заместник-командир на батальон и заместник-командир на деветдесет и пети свързочен полк. Заемал е длъжностите – старши помощник-началник на отдел в Командването на Сухопътните войски, началник на отдел. Началник-щаб, заместник-началник и началник на Управление „Свързочни войски“ в Генералния щаб на Българската армия (до 2002 г.). На 3 май 1999 г. е освободен от длъжността първи заместник-началник на управление „Комуникационни и информационни системи“ в Генералния щаб и назначен за началник на управлението; удостоен е с еднозвездното висше военно звание генерал-майор. На 5 февруари 2000 г. е освободен от длъжността началник на управление „Комуникационни и информационни системи“ на Генералния щаб на Българската армия и назначен за началник на Главно управление „Комуникационни и информационни системи“ на Генералния щаб на Българската армия. На 7 юли 2000 г. е удостоен с двузвездното висше военно звание генерал-майор. На 6 юни 2002 г. е освободен от длъжността началник на Главно управление „Комуникационни и информационни системи“ на Генералния щаб на Българската армия и назначен за началник на Военната академия „Г. С. Раковски“. На 5 април 2003 г. е освободен от длъжността длъжността началник на ВА „Г. С. Раковски“, назначен за заместник-началник на Генералния щаб по ресурсите и удостоен с тризвездното висше военно звание генерал-лейтенант.
На 4 май 2005 г. е назначен за длъжността заместник-началник на Генералния щаб по ресурсите. На 25 април 2006 г. е назначен за военен представител на Българската армия в Делегацията на Република България към НАТО, считано от 1 юни 2006 г. На 26 май 2006 г. е награден с орден „За военна заслуга“ първа степен за големите му заслуги за развитието и укрепването на Българската армия, за проявен професионализъм при организирането и успешното участие на подразделения и военнослужещи от Българската армия в мироопазващи, миротворчески и хуманитарни операции в различни райони по света, за дългогодишна и безупречна служба в Българската армия и принос за поддържане на националната сигурност на Република България. На 19 януари 2007 г. е назначен за представител на началника на Генералния щаб на Българската армия във Военния комитет на НАТО и във Военния комитет на Европейския съюз.
На 1 юли 2009 г. е освободен от длъжността представител на началника на Генералния щаб на Българската армия във Военния комитет на НАТО и във Военния комитет на Европейския съюз и назначен за представител на началника на отбраната във Военния комитет на НАТО. През 2010 г. преминава в резерва. От 2010 до 2013 г. е съветник в кабинета на министъра на отбраната и от януари 2015 г. отново е на тази длъжност. Награждаван е с медал „За вярна служба под знамената“, първа степен.
На 5 юли 2015 г. е назначен за заместник-министър на отбраната. Заемал е длъжността “заместник-министър” три пъти - от юли 2016 г. до януари 2017 г., от май 2017 г. до април 2021 г. и от юни 2023 г. до 8 април 2024 г - над 6 години.
От 9 април 2024 г. е служебен министър на отбраната в правителството на Димитър Главчев.
На 16 януари 2025 г. е избран за министър на отбраната в кабинета ,,Желязков’’.
Генерал-лейтенант (о.р.) Атанас Запрянов е награждаван многократно за отлична служба и високи професионални резултати, отличен е с орден „За военна заслуга“ – първа степен.
Владее английски и руски език.
Женен, с две деца.